# Мери Пикфорд
Мери Пикфорд (на английски: Mary Pickford), родена Гладис Луис Смит (на английски: Gladys Louise Smith) е канадска и американска филмова актриса и продуцент с кариера, продължила пет десетилетия.  През 1999 г. Американският филмов институт включва Пикфорд под номер 24 в класацията на най-големите жени звезди на класическото холивудско кино от 1999 г..
Пионер в американската филмова индустрия, тя е съосновател на студията Пикфорд – Фейърбанкс и United Artists (заедно с Феърбанкс, Чаплин и Грифин) и е един от 36-те основатели на Академията за филмови изкуства и науки. Дадено ѝ е прозвището „царица на филмите“, „любимката на Америка“ и „момичето с къдриците“ и е много популярна през 1910-те и 1920-те. Тя е първата актриса, която получава повече от един милион долара на година В същото време е една от многото холивудски актриси, които не могат да направят прехода към звука в киното и престава да се снима през 1933 г. Пикфорд продължава да работи в киноиндустрията като продуцент до началото на 50-те години.
Тя е удостоена с втората награда Оскар за най-добра актриса за първата си роля в звуковия филм „Coquette“ (1929), а също така получава и почетна награда на Академията през 1976 г., предвид приноса ѝ към американското кино.

## Биография

### Ранни години
Мери Пикфорд е родена с името Гладис Луиз Смит през 1892 г. (въпреки че по-късно твърди, че годината ѝ на раждане е 1893 или 1894 г.) в Торонто, Онтарио. Баща ѝ Джон Чарлз Смит е син на английски методистки имигранти и работи на различни работни места. Майка ѝ Шарлот Хенеси е от ирландски католически произход и известно време работи като шивачка. Има два по-малки брат и сестра, Шарлот, наречена „Лоти“ (родена през 1893 г.), и Джон Чарлз, наречен „Джак“ (роден през 1896 г.), които също стават актьори. За да угоди на роднините на съпруга си, майката на Пикфорд кръщава децата си като методисти, религията на баща им. Джон Чарлз Смит е алкохолик; той изоставя семейството и умира на 11 февруари 1898 г. от смъртоносен кръвен съсирек, причинен от злополука на работното място.
Когато Гладис е на четири години, домакинството е под инфекциозна карантина като мярка за обществено здраве. Тяхната благочестива католическа баба по майчина линия (Катрин Фейли Хенеси) помоли гостуващ римокатолически свещеник да кръсти децата. По това време Пикфорд е кръстена като Гладис Мари Смит.

## Избрана филмография
| Година | Филм    | Оригинално заглавие | Роля         | Режисьор       |
| ------ | ------- | ------------------- | ------------ | -------------- |
| 1933   | Тайните | Secrets             | Мери Карлтън | Франк Борзейги |